# پارک‌های توکیو
پارک‌های توکیو به پارک‌های توکیو پایتخت ژاپن اشاره دارد. این پارک‌ها شامل پارک‌های اصلی شهر، پارک‌های ورزشی، پارک‌های منطقه‌ای و پارک‌های ویژه شامل: باغ‌های تاریخی، باغ‌وحش‌ها، پارک‌های گیاهان و مسیرهای سبز عابران پیاده می‌شود. به پارک به زبان ژاپنی کوئن (به ژاپنی: 公園) گفته می‌شود.

## باغ‌های گیاه‌شناسی

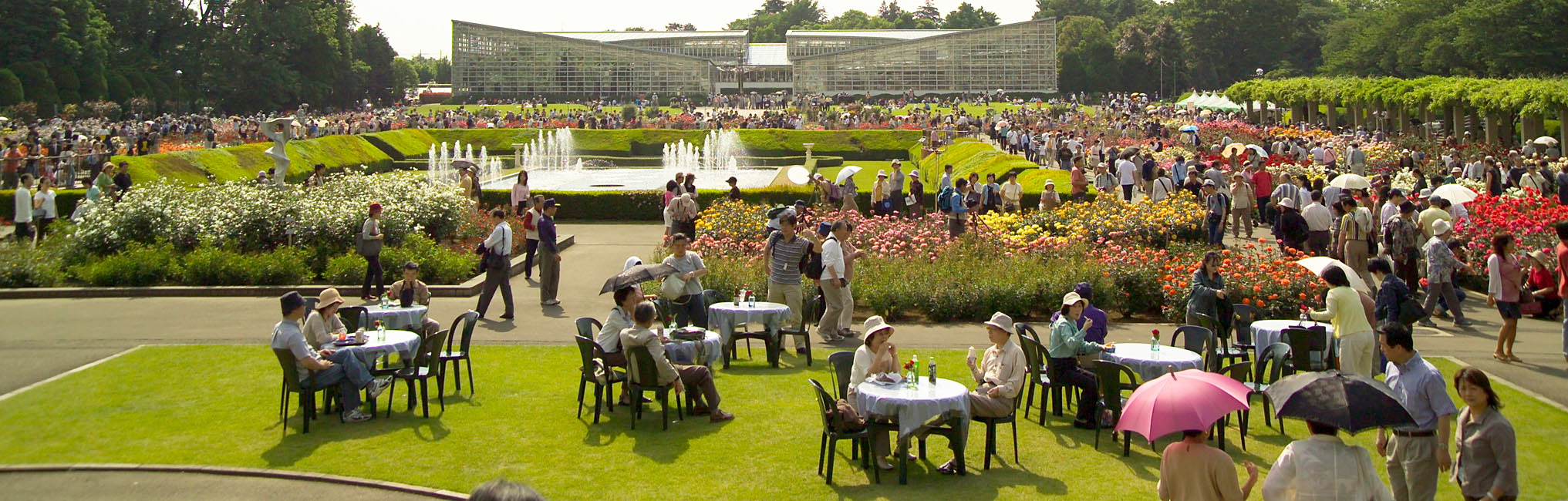
پارک گیاهان جیندائی در منطقهٔ چوفو

| ترتیب | نام پارک به فارسی                | نام پارک به ژاپنی | منطقهٔ پارک | تصویر |
| ----- | -------------------------------- | ----------------- | ---------- | ----- |
| ۱     | باغ گیاه‌شناسی جیندای             | 神代植物公園      | چوفو       |       |
| ۲     | گلخانه گیاهان استوایی یومه‌نوشیما | 夢の島熱帯植物館  | کوتو       |       |
| ۳     | باغ گیاه‌شناسی کویشیکاوا          | 小石川植物園      | بونکئو     |       |
| ۴     | باغ گیاه‌شناسی جنگل تاما          | 多摩森林科学園    | هاچی‌اوجی   |       |

## باغ‌وحش
در بین باغ وحشهای توکیو یک آکواریوم نیز قرار دارد.
| ترتیب | نام باغ به فارسی       | نام باغ به ژاپنی | منطقه    | تصویر |
| ----- | ---------------------- | ---------------- | -------- | ----- |
| ۱     | باغ‌وحش اینوکاشیرا      | 井の頭自然文化園 | موساشینو |       |
| ۲     | باغ‌وحش اوئنو           | 恩賜上野動物園   | تایتو    |       |
| ۳     | باغ‌وحش تاما            | 多摩動物公園     | هینو     |       |
| ۴     | آکواریوم کاسائی‌رینکائی | 旧古河庭園       | ادوگاوا  |       |

## باغ فرهنگی
به پارک‌هایی که از نظر فرهنگی و تاریخی پرارزش هستند، باغ فرهنگی گفته می‌شود.
| ترتیب | نام باغ به فارسی     | نام باغ به ژاپنی | منطقهٔ باغ | دورهٔ ساخت   | تصویر |
| ----- | -------------------- | ---------------- | --------- | ----------- | ----- |
| ۱     | باغ کیو-ایواساکی-تئی | 旧岩崎邸庭園     | تایتو     | دوره میجی   |       |
| ۲     | باغ کیوشیباریکیو     | 旧芝離宮恩賜庭園 | میناتو    | دوره جوکیو  |       |
| ۳     | باغ کیوفوروکاوا      | 旧古河庭園       | کیتا      | دوره تایشو  |       |
| ۴     | باغ کیوسومی          | 清澄庭園         | کوتو      | میجی        |       |
| ۵     | باغ کوایشیکاوا       | 小石川後楽園     | بونکئو    | دوره ادو    |       |
| ۶     | باغ تونوگایاتو       | 殿ヶ谷戸庭園     | کوکوبونجی | دوره تایشو  |       |
| ۷     | باغ هاماریکیو        | 浜離宮恩賜庭園   | چوئو      | دوره ادو    |       |
| ۸     | باغ گل موکوجیما      | 向島百花園       | سومیدا    | دوره ادو    |       |
| ۹     | باغ ریکوگی           | 六義園           | بونکئو    | دوره گنروکو |       |

## تقویم گل‌های پارک
جدول زیر نوع گلی که هر پارک به داشتن آن معروف است و زمان شکوفایی این گل‌ها را نشان می‌دهد.
| ماه | زمان شکوفایی          | نام پارک                | نام گل            | تصویر |
| --- | --------------------- | ----------------------- | ----------------- | ----- |
| ۱   | ژانویه                | پارک کاسای‌رینکای        | گل نرگس           |       |
| ۲   | فوریه                 | باغ گیاه‌شناسی کویشیکاوا | رز کریسمس         |       |
| ۳   | مارس هفتهٔ اول تا سوم  | پارک اومه               | شکوفه آلو         |       |
| ۴   | آوریل هفتهٔ اول و دوم  | پارک چیدوریگافوچی       | ساکورا            |       |
| ۵   | مه                    | باغ کیوفوروکاوا         | گل رز             |       |
| ۶   | ژوئن                  | پارک میزوموتو           | گل زنبق           |       |
| ۷   | ژوئیه                 | باغ کیوسومی             | گل ادریسی         |       |
| ۸   | اوت                   | باغ گل موکوجیما         | شکوه صبح ژاپنی    |       |
| ۹   | سپتامبر               | باغ گیاه‌شناسی جیندای    | سوسن عنکبوتی قرمز |       |
| ۱۰  | اکتبر                 | پارک یادبود شووا        | گل شاه اشرفی      |       |
| ۱۱  | نوامبر هفتهٔ اول و دوم | پارک شینجوکو گیوئن      | گل‌ستاره‌ای‌ها       |       |
| ۱۲  | دسامبر                | پارک کامه ایدو-چوئو     | کاملیا            | [ ۱ ] |